# 榊間おつぶ
榊間 おつぶ（さかきま おつぶ）は日本の漫画家。女性。愛知県在住。

## 来歴
主にパチンコ・パチスロを題材にした漫画を執筆している。自身が創設した「おつぶ倶楽部」と言うパチンコ愛好会の部長でもある。また、『榊こつぶ』名義で料理漫画やネコ漫画を執筆する事もあり、自身の出身地である名古屋のご当地料理（名古屋めし）を題材にした漫画を執筆したりする事もある。

## 作風
パチンコ実戦などの自身の様子を漫画にした癒し系の作風で知られている。パチンコ漫画を主に執筆する事が多く、取り上げるパチンコ台は、メジャーな台よりも少し変わったスペックや演出が搭載されている台を好む事が多い。友人である『サクライマイコ』とは、同じ様な台が好きだと言う事で仲が良い事が漫画などで知られている。

## 作品リスト

### 掲載作品
- 榊間おつぶ名義
  - 遊ぶ♪♪おつぶ倶楽部（『漫画パチンコ大連勝』連載中）
  - お〜つぶの涙 REVOLUTION（『漫画パチンコ777』連載中）
  - お〜つぶの涙（連載終了、『漫画パチンコ777』）
  - おつバト!（連載終了、『パチンコ10番勝負』）
  - つぶスロ!!（連載終了、『パチスロ激魂』）

- 榊こつぶ名義
  - 絶品!名古屋メシ（連載終了、『食漫』）
  - 江戸を喰う（『別冊漫画ゴラク』不定期連載中）
  - レッツゴー BAR新幹線（読み切り掲載、『漫画ゴラク「酒楽」』2013年9月号）
  - 酒×女 〜資格で楽しい酒ライフ〜（連載終了、『本当にあった愉快な話』）
  - 他人には見えないお料理の先生（『まんがライフ』2021年8月号 - 2022年9月号→『ストーリアダッシュ』[1]）

### 単行本
- 日本文芸社
  - 『美味しい名古屋を食べに行こまい―絶品!名古屋メシ』（2010年11月27日、ISBN 978-4537126730)
  - 『おネコさま』（2011年10月28日、ISBN 978-4537127980）